# Manic
Manic je třetí studiové album americké popové zpěvačky Halsey. Bylo vydáno 17. ledna 2020 vydavatelstvím Capitol Records.
Album bylo komerčně úspěšné, debutovalo v první desítce v několika zemích, včetně Austrálie, Kanady, České republiky, Finska, Irska, Nového Zélandu, Skotska, Velké Británie a USA. Do top 20 nejlepších se dostalo i v Dánsku, Německu, Itálii a Norsku.
Před vydáním alba Halsey představila šest písniček: „Without Me“, „Graveyard“, „Clementine“, „Finally // Beautiful Stranger“, „Suga's Interlude“, a „You Should Be Sad“. Po vydání alba se Halsey pustila do turné – the Manic World Tour.

## Seznam skladeb
| Pořadí | Název                         | Délka |
| ------ | ----------------------------- | ----- |
| 1.     | Ashley                        | 3:06  |
| 2.     | Clementine                    | 3:54  |
| 3.     | Graveyard                     | 3:01  |
| 4.     | You Should Be Sad             | 3:25  |
| 5.     | Forever ... (Is a Long Time)  | 2:47  |
| 6.     | Dominic's Interlude           | 1:16  |
| 7.     | I Hate Everybody              | 2:51  |
| 8.     | 3AM                           | 3:54  |
| 9.     | Without Me                    | 3:21  |
| 10.    | Finally // Beautiful Stranger | 3:41  |
| 11.    | Alanis' Interlude             | 2:41  |
| 12.    | Killing Boys                  | 2:23  |
| 13.    | Suga's Interlude              | 2:18  |
| 14.    | More                          | 2:33  |
| 15.    | Still Learning                | 3:31  |
| 16.    | 929                           | 2:54  |